# Álvaro Uribe Mateos
Álvaro Uribe Mateos (Ciudad de México, 26 de mayo de 1953-Ib., 1 de marzo de 2022) fue un escritor y ensayista mexicano. Entre sus obras destacan Topos (1980), El cuento de nunca acabar (1981), La audiencia de los pájaros (1986), El taller del tiempo (2003), La lotería de san Jorge (2004) y Autorretrato de familia con perro. Su obra Expediente del atentado de 2007 fue adaptada al cine en 2010 en El atentado, una película de Jorge Fons.

## Biografía
Nació en la Ciudad de México el 26 de mayo de 1953. Estudió la licenciatura en filosofía en la Universidad Nacional Autónoma de México. Fue becario del taller de narrativa de Augusto Monterroso. De 1977 a 1985 fue consejero cultural en Francia en donde tuvo la oportunidad de editar la revista bilingüe Altaforte. En 1986 fue agregado cultural en Nicaragua. Regresó brevemente a México y París, y se estableció en 1988 en México, donde fue coordinador de varias colecciones en el Conaculta. Falleció en la Ciudad de México el primero de marzo de 2022.

## Obras
Entre sus obras destacan:
- Así es esto (cuento), 1976
- Topos, 1980
- El cuento de nunca acabar, 1981
- La audiencia de los pájaros, 1986
- El taller del tiempo, 2003
- La lotería de san Jorge, 2004
- Expediente del atentado, 2007[2]
- Leo a Biorges, Tusquets Editores, 2012, que contiene una colección de ensayos en los que Uribe reflexiona sobre la labor de dos escritores argentinos. El título hace referencia a su lectura del diario de Adolfo Bioy Casares sobre Jorge Luis Borges (y las tertulias entre ellos dos en el famoso restaurante-bar bonaerense La Biela); y que de ahí se siguió el discurrir acerca de la combinación que dio origen al inexistente apellido «Biorges».
- Autorretrato de familia con perro, 2014[2]
- La linterna de los muertos
- La otra mitad
- Historia de historias
- Los que no (novela), mayo de 2021, y que el propio autor definió como "la saga rota de una generación de personajes que no llegaron a la meta de sí mismos".[1]

## Premios y reconocimientos
- Premio Punto de Partida (1976, cuento), Así es esto
- Premio de Narrativa Antonin Artaud (2003), El taller del tiempo
- Premio Iberoamericano de Novela Elena Poniatowska (2008), Expediente del atentado
- Premio Xavier Villaurrutia 2014